# Polanica Zdrój
Polanica Zdrój (Duits: Altheide-Bad of informeel Bad Altheide) is een stad in het Poolse woiwodschap Neder-Silezië, gelegen in de powiat Kłodzki. 
De oppervlakte bedraagt 17,22 km², het inwonertal 6966 (2005).

## Geografie
Het dorp ligt 12 kilometer ten zuidwesten van Kłodzko, aan de voet van het gebergte Góry Stołowe. 
Het riviertje Bystrzyca Dusznicka stroomt door het dorp heen, onder andere langs de Promenade. 
Ten westen van het dorp ligt het dal Piekielna Dolina. 

## Sport
Vanaf 1963 wordt in Polanica Zdrój jaarlijks in augustus het Schaakfestival Akiba Rubinstein gespeeld. 

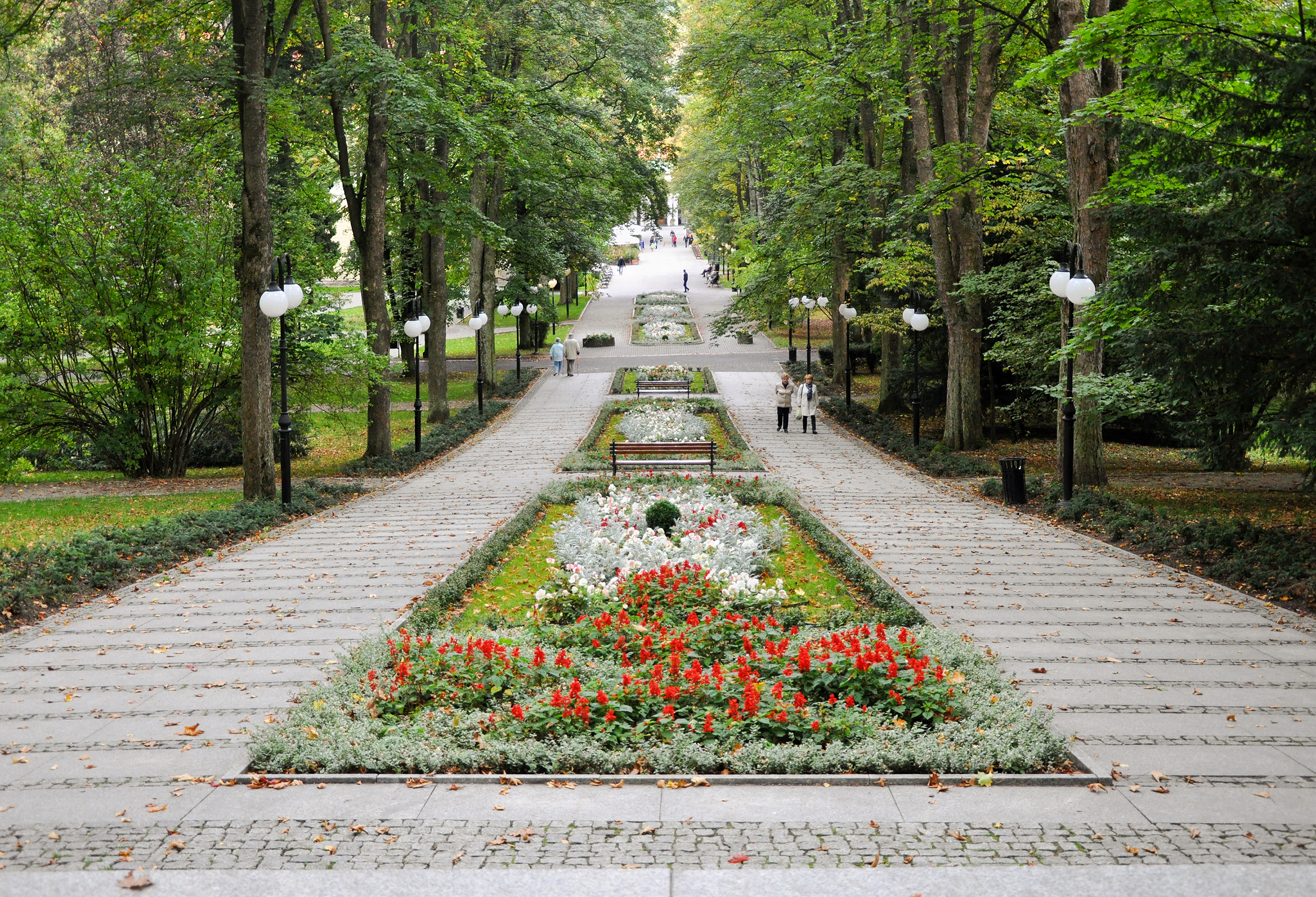
Park
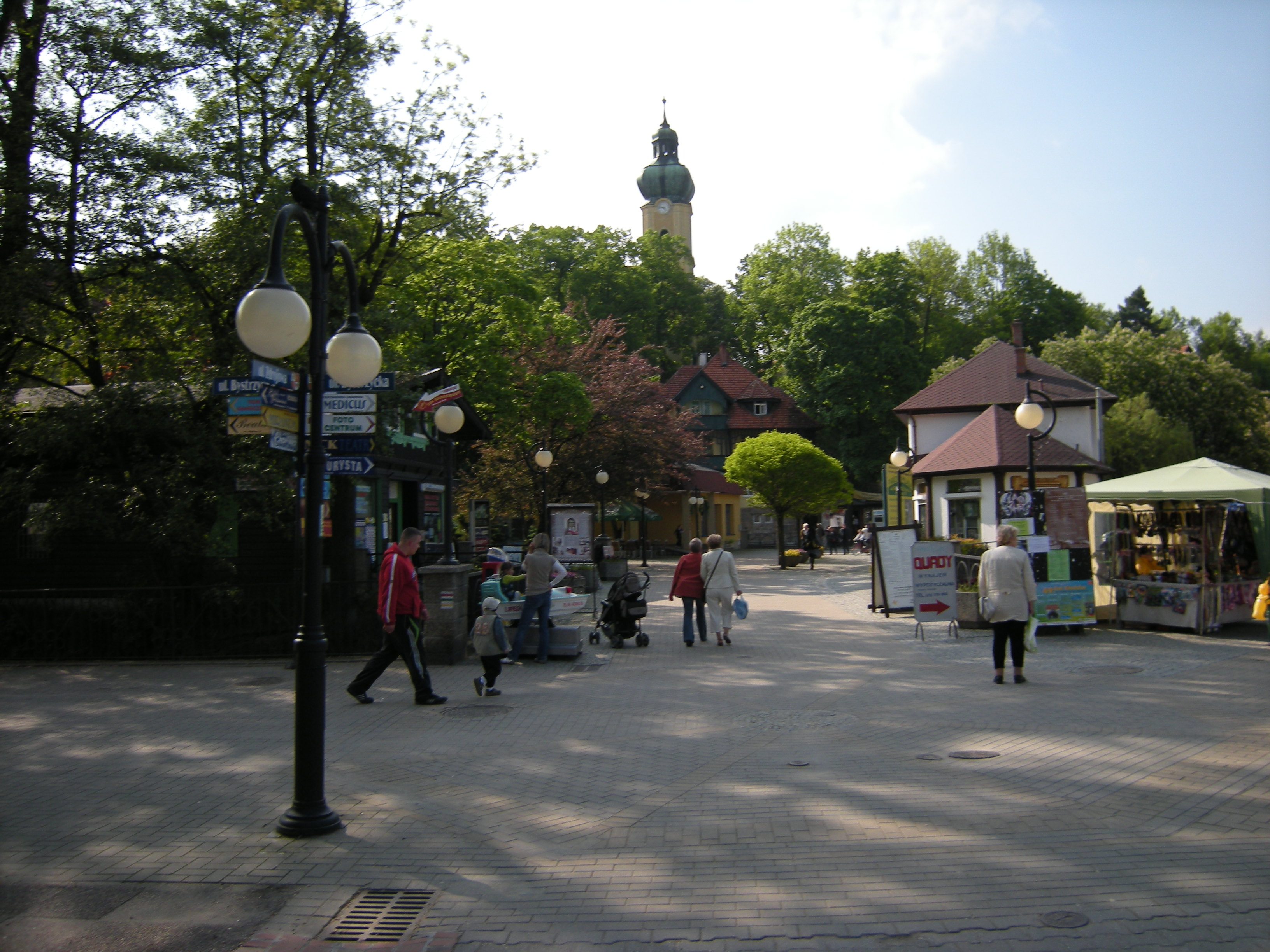
Promenade
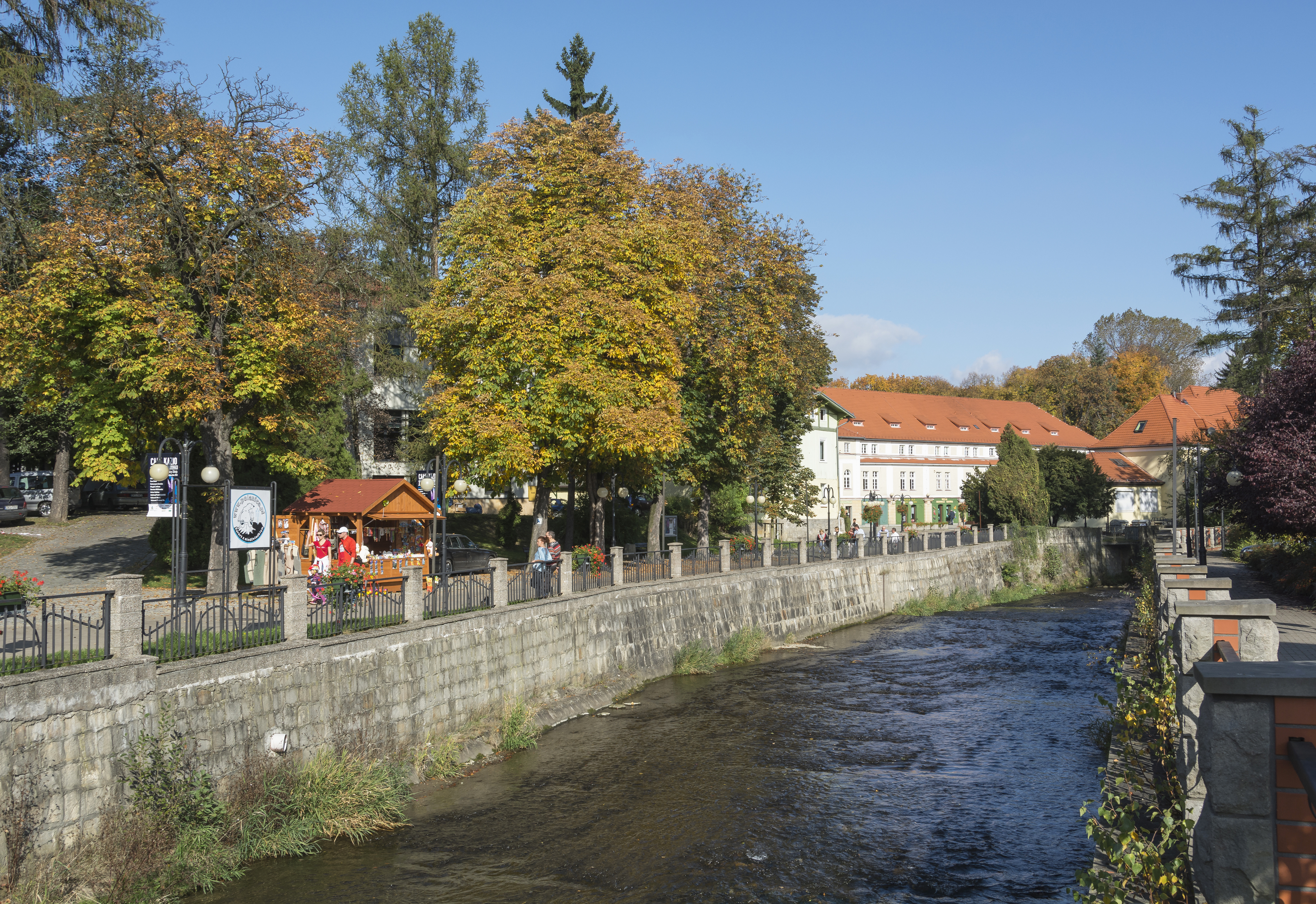
Bystrzyca Dusznicka